# Liste der Kulturgüter in Oberriet
Die Liste der Kulturgüter in Oberriet enthält alle Objekte in Oberriet im Kanton St. Gallen, die gemäss der Haager Konvention zum Schutz von Kulturgut bei bewaffneten Konflikten, dem Bundesgesetz vom 20. Juni 2014 über den Schutz der Kulturgüter bei bewaffneten Konflikten sowie der Verordnung vom 29. Oktober 2014 über den Schutz der Kulturgüter bei bewaffneten Konflikten unter Schutz stehen.
Objekte der Kategorien A und B sind vollständig in der Liste enthalten, Objekte der Kategorie C fehlen zurzeit (Stand: 1. Januar 2023).

## Kulturgüter
| Foto |                                                                                        | Objekt                                                               | Kat. | Typ | Standort                                    | Beschreibung |
| ---- | -------------------------------------------------------------------------------------- | -------------------------------------------------------------------- | ---- | --- | ------------------------------------------- | ------------ |
| ja   | Datei hochladen · Wikidata zu Montlingerberg, prähistorische Höhensiedlung (Q29523894) | Montlingerberg, bronzezeitlich-römische Höhensiedlung KGS-Nr.: 08213 | A    | F   | Montlingen 762360 / 245140                  |              |
| ja   | Datei hochladen · Wikidata zu Höhlenburg Wichenstein (Q7998102)                        | Wichenstein, mittelalterliche Höhlenburgruine KGS-Nr.: 08215         | A    | F   | Wichensteinstrasse 759880 / 243960          |              |
| ja   | Datei hochladen · Wikidata zu Burgruine Blatten (Q18534466)                            | Blatten, mittelalterliche Burgruine KGS-Nr.: 08214                   | B    | F   | Schlossweg 760763 / 241859                  |              |
| ja   | Datei hochladen · Wikidata zu Katholische Kirche St. Margaretha (Q29786718)            | Katholische Kirche St. Margaretha KGS-Nr.: 08216                     | B    | G   | Kirchstrasse 2.1 760689 / 243001            |              |
| ja   | Datei hochladen · Wikidata zu Katholische Kirche St. Johannes der Täufer (Q29786720)   | Katholische Kirche St. Johannes der Täufer KGS-Nr.: 08217            | B    | G   | Montlingen, Dorfstrasse 1.2 762620 / 244890 |              |
| ja   | Datei hochladen · Wikidata zu Rothus (Q29786724)                                       | Rothus KGS-Nr.: 08218                                                | B    | G   | Staatsstrasse 174 760969 / 243783           |              |
| BW   | Datei hochladen · Wikidata zu Zehntenhaus zur Burg (1539) (Q29786725)                  | Zehntenhaus zur Burg KGS-Nr.: 08219                                  | B    | G   | Adlerstrasse 3 760657 / 242829              |              |
| ja   | Datei hochladen · Wikidata zu Katholische Kirche St. Sebastian (Kobelwald) (Q29786719) | Katholische Kirche St. Sebastian KGS-Nr.: 14048                      | B    | G   | Kobelwald, Bergstrasse 36.1 759413 / 243033 |              |
| BW   | Datei hochladen · Wikidata zu Unterkobel, mesolithisch-römischer Abri (Q135492039)     | Unterkobel, mesolithisch-römischer Abri KGS-Nr.: 16564               | B    | F   | Unterkobel 759620 / 242686                  |              |
| ja   | Datei hochladen · Wikidata zu Hedwig Scherrer-Haus (Q135502069)                        | Hedwig Scherrer-Haus KGS-Nr.: 16692                                  | B    | G   | Montlingen, Bergliweg 17 762286 / 244955    |              |